# Jean Bardin
Jean Bardin, född 1732 i Montbard, död 1809 i Orléans, var en fransk historiemålare.
Jean Bardin var elev till Louis-Jean-François Lagrenée och studerade sedan i Rom. Han blev en populär konstnär i Frankrike och inträdde i den franska konstakademin i Paris år 1779. Han blev direktör i en konstskola i Orléans år 1788. Jean Bardins tema i måleriet är dels historiska, dels religiösa. Han var handledare i konst för Jacques-Louis David och Jean-Baptiste Regnault.